# حسن بن محمد الزهراني
حسن بن محمد الزهراني شاعر سعودي، من مواليد عام 1381هـ/1961م في قرية القِسَمَة إحدى قرى محافظة القرى في منطقة الباحة. يشغل منصب رئيس نادي الباحة الأدبي منذ يونيو 2010م. كُرّم عام 2023 في مهرجان الشارقة للشعر العربي باختياره «شخصية مهرجان الشارقة للشعر العربي 19».

## التعلّم والعمل
- تلقى تعليمه الابتدائي في قرية القِسَمَة.
- التحق بالمعهد العلمي في مدينة الباحة ليكمل تعليمه المتوسط والثانوي.
- حصل على درجة البكالوريوس في تخصص الجغرافيا من جامعة أم القرى عام 1405هـ.
- حصل على دبلوم الإدارة المدرسية من كلية المعلمين في الطائف.
- عمل معلمًا في عدد من المدارس.
- عمل مديرًا للمدرسة المتوسطة في قرية القِسَمَة.
- حصل على عدد من الدورات التدريبية؛ ليطور قدراته مجال عمله.[4]

## مؤلفاته
«حظيت أعماله الإبداعيّة بعدد من الدراسات النقديّة، واختيرت بعض نصوصه الشعرية للمقررات الدراسيّة لطلبة التعليم العام في المملكة. وقد بلغ عدد الدراسات النقدية التي عرضت لتجربته الشعرية أكثر من 49 دراسة، ومن أهمها الدراسة المطوّلة التي أعدتها كاميليا عبد الفتاح، وتم اختياره ضمن معجم البابطين للشعراء العرب المعاصرين، وترجمت بعض نصوصه الشعريّة إلى اللغة الإنجليزيّة».
صدرت له مؤلفات عدة، وهي عبارة عن مجموعات شعرية:
- أنت الحب 1409هـ.
- فيض المشاعر 1412هـ.
- صدى الأشجان، 1418هـ.
- ريشة من جناح الذل، 1420هـ.
- قبلة على جبيبن القبلة، 1423هـ.
- قطاف الشغاف، 1427هـ.
- أوصاب السحاب، 1427هـ
- عرى الوهم
- أنا... هم.[5]
- تماثل. 1426هـ.[6]
- هات البقية.[7]
- ما لم تقله الجفون.[8]
- أ:ي. 2014.[9]
- أعبر سَمّ التوجس. 2017م.[10]
- شهرزاد الغيم، 2023.
- ذات الذات، 2023.[11]

## وصلات خارجية
- مع الشاعر حسن الزهراني في ديوانه تماثل